# Slag bij Soest
De Slag bij Soest, ook wel "Slag op de Eng" of "Soester Engh" vond plaats op 14 maart 1356 tijdens de "Stichtse-Hollandse Oorlog" en de begin periode van de Hoekse en Kabeljauwse twisten. In 1278 vond er ook een "veldslag bij Ter Eng" plaats tussen een rebellenleger onder Gijsbrecht IV van Amstel en Stichtse strijders van bisschop Jan van Nassau.

## Verloop
Willem V van Holland was in 1355 verzoend met zijn moeder Margaretha, na de bloederige Slag bij Zwartewaal. Kort daarna had hij de oorlog verklaard aan bisschop Jan van Arkel van het Sticht Utrecht. Het dispuut ging over het Gooiland met Eemnes, dat volgens de graaf bij Holland hoorde.
De Utrechtse bisschop brandschatte daarop het Gooiland en nam onder andere het Huis Ter Eem in en ook Eemnes, daarbij werden de voor de graaf belangrijke mannen Zweder Uterlo en Melis van Mijnden gevangengenomen. De graaf van Holland beantwoordde dit met het plunderen van Bunschoten onder leiding van Jan I van Egmont, De bisschop ondernam vervolgens een kleine veldtocht waarbij Muiden en Weesp werden gebrandschat.

## Veldslag
Op 14 maart 1356 kwam het tot een veldslag nabij het dorp Soest. Gijsbrecht II van Nijenrode kwam met een Hollands leger vanuit Naarden gemarcheerd. Daar trof hij een Stichts leger onder aanvoering van Otto van Laar. De Hollanders versloegen het Stichtse leger en daarbij kwam van Laar met circa 36 krijgsmannen om het leven. Tijdens het gevecht was er oorspronkelijk versterking op komst voor de Stichtse soldaten, maar Van Nijenrode was met zijn gevolg al vertrokken via het veen het Gooisebos in, een uitgebrand Soest achterlatend. Ook zou Gijsbrecht van Nijenrode zwaar gewond van het slagveld zijn gedragen, voordat hij kon vluchten. Sommige bronnen beweren niet dat Otto van Laar maar Otto van Zaan, maarschalk van Eemland de stichtenaren heeft geleid tijdens deze slag

## Nasleep
Op 30 juni 1356 werd er een verzoenverdrag gesloten tussen Willem V van Holland en bisschop Jan van Arkel. Er werd besloten dat het oostelijk deel met daarbij Eemnes van het sticht bleef. De bisschop moest beloven zich niet te wreken op de burgers van Eemnes en omstreken.